# Гуго II де Бо
Гуго II де Бо (фр. Hugues II des Baux, до 1121—1179, Сардиния) — сеньор де Бо (1150—1170).
Сын Раймонда I де Бо и Стефанетты Прованской. После смерти отца унаследовал его владения и претензии на графство Прованс. В сентябре 1150 подписал с Раймондом Беренгером II мир, закончивший первую боссанскую войну, но с поражением не смирился, и, получив в 1155 от Фридриха Барбароссы подтверждение буллы об инфеодации, выданной Конрадом III его отцу, возобновил борьбу. Вторая (1155—1156) и третья (1160—1162) боссанские войны завершились полным разгромом дома де Бо, потерявшего большую часть владений.
Через несколько лет король Альфонс II Арагонский, нуждаясь в союзниках для борьбы с графом Тулузским, примирился с братом Гуго Бертраном де Бо, но самому Гуго, по преданию, было невыносимо положение вассала арагонского короля, и он передал сеньорию Бо своему сыну Раймонду II, а сам уехал на Сардинию. Согласно легенде, там он стал родоначальником династии правителей Арбореи.